# Eleccions presidencials de Guinea Bissau de 2012
Les eleccions presidencials de Guinea Bissau de 2012 van tenir lloc a Guinea Bissau el 18 de març de 2012 després de la mort del President Malam Bacai Sanhá el 9 de gener. es va establir que tindria lloc una segona volta el 29 d'abril després d'haver estat posposada una setmana com va anunciar el cap de la comissió electoral Desejado Lima da Costa. Tanmateix, després del cop militar, els principals candidats van ser detinguts i l'elecció va ser cancel·lada. Aleshores l portaveu de la junta va anunciar plans per celebrar noves eleccions en dos anys, tot i la condemna. Les eleccions generals finalment tindrien lloc l'abril de 2014.

## Antecedents
Després de la mort de Malam Bacai Sanhá el 9 de gener de 2012 es van programar eleccions presidencials que se celebraran en uns 90 dies, d'acord amb la constitució.
Cap president en la història de Guinea Bissau independent ha completat el seu període de govern: tres presidents han estat expulsats, un fou assassinat, i un altre va morir en el càrrec.

## Campanya
El Primer Ministre Carlos Gomes Júnior va dimitir el 10 de febrer per optar a la presidència. Es presentaren un total de nou candidats a les eleccions, cinc dels quals ja havien participat en les eleccions prèvies de 2009. Els escrits de la campanya eren en gran part reciclats. Carlos Gomes Júnior i Kumba Ialá ern els principals candidats a les eleccions.
El suport de Ialá es basava principalment en els balantes. Gomes Júnior havia indicat que volia reformar les forces armades, amb les que tenia una relació tensa.
La campanya per a la segona volta s'havia d'iniciar el 13 d'abril i finalitzaria el 27 d'abril.

## Incidents
El portaveu de la UNIOGBIS Vladimir Monteiro va dir: "Les eleccions es va dur a terme d'una manera molt pacífica. Al matí la participació va ser relativament feble, però durant tot el dia, els líders de l'òrgan electoral animaren la gent a anar a votar, i sembla que la gent van escoltar i van anar a votar perquè la participació, finalment, va augmentar". També va afegir que la comissió electoral té mandat de la Constitució de presentar el resultat dins dels 10 dies següents a l'elecció. No obstant això, els mateixos temors nocturns vinculats a la violència militar s'incrementaren amb assassinat de l'excap de la intel·ligència militar, el coronel Samba Diallo, just abans de la mitjanit en un bar de la capital nacional Bissau. The Guardian va informar de testimonis dient que els soldats havien disparat contra ell i després portaren el seu cos lluny, possiblement a un hospital.

## Resultats
Cap candidat va ser capaç d'aconseguir una majoria del 50% en la primera ronda. Els dos principals candidats, Carlos Gomes Júnior i Kumba Ialá estaven a punt per enfrontar-se en una segona volta electoral que s'havia de fer el 22 d'abril.
Cinc dels candidats de la primera ronda es van queixar que l'escrutini havia estat fraudulent tot i que els observadors internacionals independents no n'indicaren pas res.
| Candidat                         | Partit                                                              | Primera volta | Primera volta | Segona volta | Segona volta |
| Candidat                         | Partit                                                              | Vots          | %             | Vots         | %            |
| -------------------------------- | ------------------------------------------------------------------- | ------------- | ------------- | ------------ | ------------ |
| Carlos Gomes Júnior              | Partit Africà per la Independència de Guinea i Cap Verd             | 154,797       | 48.97         |              |              |
| Mohamed Ialá Embaló              | Partit de Renovació Social                                          | 73,842        | 23.36         |              |              |
| Manuel Serifo Nhamadjo           | Independent                                                         | 49,767        | 15.74         |              |              |
| Henrique Pereira Rosa            | Independent                                                         | 17,070        | 5.40          |              |              |
| Baciro Djá                       | Independent                                                         | 10,298        | 3.26          |              |              |
| Vicente Fernandes                | Aliança Democràtica                                                 | 4,396         | 1.39          |              |              |
| Aregado Mantenque Té             | Partit dels Treballadors                                            | 3,300         | 1.04          |              |              |
| Serifo Baldé                     | Partit Socialista de la Salvació Democràtica Guineana – Partit Jove | 1,463         | 0.46          |              |              |
| Luís Nancassa                    | Independent                                                         | 1,174         | 0.37          |              |              |
| Nuls/blancs                      | Nuls/blancs                                                         | 10,292        | –             |              | –            |
| Total                            | Total                                                               | 326,399       | 100           |              |              |
| Vots registrats/participació     | Vots registrats/participació                                        | 593,765       | 55.0          |              |              |
| Font: African Elections Database |                                                                     |               |               |              |              |

## Conseqüències
Malgrat una campanya pacífica, hi va haver temors de possible violència o d'un cop d'Estat si l'exèrcit no estava d'acord amb el guanyador. El Secretari General de l'ONU Ban Ki-moon va convocar a unes eleccions "pacífiques, ordenades i transparents". Els líders de l'oposició, encapçalats per Ialá, cridaren a boicotejar la segona ronda perquè consideraren les eleccions fraudulentes,amb Ialá demanant que es fes un nou registre de votants i va amenaçar la campanya.
El Director General de la Policia Judicial Joao Biague va anunciar que l'excap d'intel·ligència, Samba Diallo, va ser assassinat poc després que es tanquessin les urnes. El 12 d'abril elements dins de l'exèrcit faccionalitzat van organitzar un cop d'Estat, el que porta a la detenció pel Comandament Militar dels candidats de la segona volta, entre d'altres, i demana un govern d'unitat nacional.